# 愛沙尼亞劇場
愛沙尼亞劇場是愛沙尼亞首都塔林的一座建築。愛沙尼亞劇場開業於1913年8月24日，在開業當時是塔林規模最大的建築。在1944年3月9日的空襲中，該建築嚴重受損。戰後該建築按古典主義和史達林風格重建，在1947年重新開業。